# Stefan Keym
Stefan Keym (* 24. April 1971 in Bremen) ist ein deutscher Musikhistoriker.

## Leben
Stefan Keym studierte Musikwissenschaft, Germanistik und Geschichte in Mainz, Paris und Halle an der Saale, gefördert von der Studienstiftung des Deutschen Volkes. Er schloss sein Studium mit der Maîtrise de musique an der Universität Paris IV ab. Nach der Promotion 2001 an der Universität Halle-Wittenberg mit einer Arbeit über Olivier Messiaens Oper Saint François d’Assise war er ab 2002 wissenschaftlicher Assistent und Mitarbeiter am Institut für Musikwissenschaft der Universität Leipzig. Dort habilitierte er auch über den deutsch-polnischen Symphonie-Kulturtransfer im langen 19. Jahrhundert und leitete ein DFG-Projekt über die Re-Internationalisierung der Symphonik am Beispiel des Leipziger Konzert- und Verlagswesens 1835–1914. Nach Gast- und Vertretungsprofessuren an den Universitäten Tübingen, Zürich, HU Berlin und Hamburg wurde er 2016 auf die Professur für neuere Musikgeschichte an der Université Toulouse–Jean Jaurès berufen und zum Sommersemester 2019 auf die W3-Professur für Historische Musikwissenschaft in Leipzig. 2024 wurde Keym in die Sächsische Akademie der Wissenschaften aufgenommen.
Seine Forschungsschwerpunkte sind europäische Musikgeschichte (Analyse, Ästhetik, Kulturgeschichte) mit den geographischen Schwerpunkten Frankreich–Deutschland–Polen und den Spezialgebieten: Musik im Spannungsfeld von internationalen Kulturtransfers und Nationalismus, Form- und Ausdrucksdramaturgien großer Instrumentalgattungen (Symphonie, Ouvertüre, symphonische Dichtung, Sonate), modernes Musiktheater von Wagner bis Rihm, religiöse Themen in Instrumentalmusik und Oper: von Mendelssohn und Liszt bis Messiaen und Rezeptions-, Kanon- und Repertoireforschung (Konzerte und Musikverlage, besonders in Leipzig, Paris und Warschau).

## Schriften (Auswahl)
- Farbe und Zeit. Untersuchungen zur musiktheatralen Struktur und Semantik von Olivier Messiaens Saint François d'Assise. Hildesheim 2002, ISBN 3-487-11661-8.
- Symphonie-Kulturtransfer. Untersuchungen zum Studienaufenthalt polnischer Komponisten in Deutschland und zu ihrer Auseinandersetzung mit der symphonischen Tradition 1867–1918. Hildesheim 2010, ISBN 978-3-487-14354-5.
- Musik und Kulturtransfer. In: Laurenz Lütteken (Hrsg.): MGG Online (= Die Musik in Geschichte und Gegenwart). 2020.
- als Herausgeber: Die Musiktheorie im 18. und 19. Jahrhundert. Teil 3: Frankreich, Belgien, Italien. (= Geschichte der Musiktheorie. 12). Darmstadt 2021, ISBN 978-3-534-01212-1.
- mit Hans-Joachim Hinrichsen (Hrsg.): Dur versus Moll. Zur Geschichte der Semantik eines musikalischen Elementarkontrasts. Wien u. a. 2020, ISBN 978-3-412-51809-7.
- mit Melanie Wald-Fuhrmann (Hrsg.): Wege zur Musikwissenschaft. Gründungsphasen im internationalen Vergleich. (= Spektrum Fachgeschichte Musikwissenschaft. B.1). Kassel 2018, ISBN 978-3-476-04669-7.
- mit Inga Mai Groote (Hrsg.): Russische Musik in Westeuropa bis 1917: Ideen –Funktionen –Transfers. München 2018, ISBN 978-3-86916-702-2.
- mit Peter Schmitz (Hrsg.): Das Leipziger Musikverlagswesen. Innerstädtische Netzwerke und internationale Ausstrahlung. Hildesheim 2016, ISBN 978-3-487-15453-4.
- mit Stephan Wünsche (Hrsg.): Musikgeschichte zwischen Ost und West. Von der ‚musica sacra‘ bis zur Kunstreligion. Festschrift für Helmut Loos zum 65. Geburtstag. Leipzig 2015, ISBN 978-3-86583-958-9.
- als Herausgeber: Motivisch-thematische Arbeit als Inbegriff der Musik? Zur Geschichte und Problematik eines «deutschen» Musikdiskurses. Hildesheim 2015, ISBN 978-3-487-15295-0.
- mit Peter Jost (Hrsg.): Olivier Messiaen und die ‚französische Tradition‘. Köln 2013, ISBN 978-3-86846-112-1.
- als Herausgeber: ‚Autour de Debussy‘ – Debussy vor dem Hintergrund seiner Zeitgenossen. (= Musiktheorie. 28. Heft 1). Laaber 2013.
- mit Katrin Stöck (Hrsg.): Musik in Leipzig, Wien und anderen Städten im 19. und 20. Jahrhundert: Verlage –Konservatorien –Salons –Vereine –Konzerte. (= Musik –Stadt. Traditionen und Perspektiven urbaner Musikkulturen. Bd. 3). Leipzig 2011, ISBN 978-3-926196-60-6.
- mit Helmut Loos (Hrsg.): Krzysztof Penderecki. Musik im Kontext. Leipzig 2006, ISBN 3-926196-46-7.
- mit Helmut Loos (Hrsg.): Nationale Musik im 20. Jahrhundert. Kompositorische und soziokulturelle Aspekte der Musikgeschichte zwischen Ost-und Westeuropa. Leipzig 2004, ISBN 3-926196-44-0.
- mit Manuela Schwartz (Hrsg.): Pluralismus wider Willen? Stilistische Tendenzen in der Musik Vincent d’Indys. (= Musikwissenschaftliche Publikationen. 19). Hildesheim 2002, ISBN 3-487-11722-3.
- mit Herbert Schneider (Hrsg.): Reihe Musikwissenschaftliche Publikationen, Hildesheim 2016ff. (ab Bd. 46).
- mit Helmut Loos und Klaus-Peter Koch: Zeitschrift Musikgeschichte in Mittel-und Osteuropa. Mitteilungen der internationalen Arbeitsgemeinschaft an der Universität Leipzig. Leipzig 2019ff. (ab Bd. 21).